# Mumiy Troll
Mumiy Troll (russisk: Мумий Тролль, tr. Mumij Troll) er en russisk rockgruppe, som blev dannet i Vladivostok i 1983. Gruppen repræsenterede Rusland ved Eurovision Song Contest 2001, med sangen "Lady alpine blue".

## Diskografi
- 1985 – Novaja luna aprelja (russisk: «Новая луна апреля»)
- 1990 – Delaj Ju-Ju (russisk: Делай Ю-Ю)
- 1997 – Morskaja (russisk: Морская)
- 1997 – Ikra (russisk: Икра)
- 1998 – Sjamora. Pravda o Mumijakh i Trolljakh (russisk: Шамора. Правда о Мумиях и Троллях)
- 1998 – S novum godom, Krosjka! (russisk: С Новым Годом, Крошка!)
- 2000 – Totjno rtut aloe (russisk: Точно Ртуть Алоэ)
- 2002 – Meeamury (russisk: Меамуры)
- 2004 – Pokhititeli knig (russisk: Похитители Книг)
- 2005 – Slijanie i poglosjtjenie (russisk: Слияние и Поглощение)
- 2007 – Amba (russisk: Амба)
- 2008 – 8
- 2009 – Comrade Ambassador – Amerikansk udgivelse (på russisk)
- 2010 – Paradise Ahead – amerikansk EP
- 2012 – Vladivostok
- 2013 – SOS matrosu (russisk: SOS матросу)
- 2015 – Piratskie kopii (russisk: Пиратские копии)[2]
- 2016 – Malibu Alibi
- 2016 – #31E
- 2018 – Vostok X Severozapad (russisk: Восток Х Северозапад)
- 2020 - Leto bez Interneta
- 2020 – Prizraki Zavtra (russisk: Призраки Завтра)
- 2020 - Posle Zla

## Medlemmer
- Ilya Lagutenko
- Eugene Zvidionny
- Oleg Pungin
- Yuri Tsaler